# Schweizerischer Arbeiter-Turn- und Sportverband
Der Schweizerische Arbeiter-Turn- und Sportverband (SATUS) ist ein Breitensportverband, der aus der schweizerischen Arbeiterbewegung hervorgegangen ist.

## Geschichte

### Grütliturnen
Die Ursprünge des schweizerischen Arbeitersports liegen beim Grütliverein, der 1838 als erste politische Organisation der Arbeiterschaft gegründet worden war, eine Umgestaltung der Gesellschaft auf evolutionärem Wege anstrebte und neben dem sozialen Fortschritt auch das vaterländische und demokratische Bewusstsein der Arbeiterschaft fördern wollte. Ein zentrales Anliegen war dem Grütliverein, dem zunächst vor allem Kleinhandwerker angehörten, die Bildung. Bereits in den 1860er Jahren führten zahlreiche Sektionen des Grütlivereins sogenannte „Turnklassen“, aus denen bald eigentliche Turnsektionen entstanden. Der erste Arbeiterturnverein wurde 1866 in Lausanne gegründet.
Am 6. September 1874 wurde ein Zentralverband der Grütliturnvereine gegründet. Sein Zweckartikel war wenig klassenkämpferisch, war das Ziel des Verbandes doch „für Pflege und Verbreitung der edlen Turnkunst unter der arbeitenden Klasse zu sorgen, um dadurch dem Grütliverein eine neue Stütze und dem Vaterland immer mehr tüchtige Kräfte zuzuführen“. 1875 zählte der Verband 10 Sektionen mit 200 Mitgliedern, 1882 bereits 15 Sektionen mit 430 Mitgliedern. Ein grosser Teil der Grütliturnvereine war zugleich dem Eidgenössischen Turnverein (ETV) angeschlossen.
Nach der Jahrhundertwende kam es zum Bruch mit den bürgerlichen Turnern, die sich bei Arbeitskämpfen mehrfach auf die Seite der Streikgegner geschlagen hatten. Ab 1911 traten die meisten Grütliturnsektionen aus den kantonalen Turnvereinen und damit aus dem ETV aus. 1914 beschlossen die Delegiertenversammlung und in einer Urabstimmung die Mitglieder den generellen Austritt aus den kantonalen Turnvereinen. Im Mai 1917 beschlossen die Grütliturner an einer ausserordentlichen Delegiertenversammlung neue Statuten und konstituierten sich als „Schweizerischer Arbeiter-Turnerverband“. Parallel dazu bildete sich ein „Arbeiter-Sportverband“.

### Wachstum und Krisen der Zwischenkriegszeit
1922/23 vereinigten sich Turnerverband und Sportverband zum Schweizerischen Arbeiter-Turn- und Sportverband (SATUS). Sein Zweckartikel unterschied sich deutlich von demjenigen der ehemaligen Grütliturner, sah er doch vor „unter Mithülfe der proletarischen Parteien seine Mitglieder auch geistig zu erziehen und mit Arbeiterturn- und Sportverbänden anderer Länder in enge Fühlung zu treten“. Entsprechend wurde der SATUS Mitglied der Sozialistischen Arbeitersport-Internationale.
Die Mitgliederzahlen nahmen in den 1920er Jahren rasch zu, von 4'531 im Jahre 1917 über 11'004 im Jahre 1920 und 16'654 im Jahre 1925 auf 25'122 im Jahre 1930. Anschliessend stagnierte der Mitgliederbestand bis 1945 bei ungefähr 24'000.
Seit den frühen zwanziger Jahren gab es in verschiedenen Disziplinen unabhängige SATUS-Meisterschaften, in denen der als kapitalistisch und militaristisch betrachtete Wettkampfgedanke durch die Orientierung an sozialistischen Idealen gezügelt werden sollte. Durch die körperliche Ertüchtigung sollten breite Bevölkerungsschichten auf das Leben in einer zukünftigen sozialistischen Gesellschaft vorbereitet werden. Ein wichtiges Anliegen war dem SATUS auch die Geschlechtergleichheit in Turnen und Sport.
Der SATUS war auf der internationalen Bühne stark präsent, etwa durch Teilnahme an den Arbeiterolympiaden 1925, 1931 und 1937, an der Arbeiterfussball-Europameisterschaft 1932/34 und der Volksolympiade 1937.
In den Auseinandersetzungen zwischen Sozialdemokraten und Kommunisten blieb der SATUS zunächst offiziell neutral, obwohl von Beginn weg eine Kooperation mit der Sozialdemokratischen Partei bestand. Im Jahre 1929 gab der SATUS seine Neutralität zwischen den rivalisierenden Arbeiterparteien auf und bekannte sich offiziell zur Sozialdemokratie. Im Zuge der folgenden Konfrontationen wurden unter anderem sämtliche Westschweizer und – mit einer Ausnahme – Basler sowie ein grosser Teil der Ostschweizer Fussballvereine, insgesamt 29 Sektionen, aus dem Verband ausgeschlossen. Die verstossenen Sektionen gründeten daraufhin nach deutschem Vorbild eine eng mit der kleinen Kommunistischen Partei der Schweiz zusammenarbeitende „Kampfgemeinschaft für rote Sporteinheit“, deren Fussballteams als „Schweizerischer Arbeiter-Fussballverband“ eine eigene Meisterschaft austrugen. In der Westschweiz entstand die „Fédération Romande des Sports Ouvriers“.
1931 gründete der SATUS zusammen mit verschiedenen anderen Arbeiterkultur- und Freizeitorganisationen die „Arbeitsgemeinschaft schweizerischer Arbeiter-Sport- und -Kulturorganisationen (ASASK)“, die sich neben Partei und Gewerkschaften als dritte Säule der sozialdemokratischen Arbeiterbewegung verstand.
Nach einer Hetzkampagne des Schweizerischen Vaterländischen Verbandes entzogen die eidgenössischen Räte 1933 dem SATUS die Bundessubventionen. Die Krisensituation führte zur Konzentration der Kräfte: 1935 schloss sich die „Fédération Romande des Sports Ouvriers“ wieder dem SATUS an, und im folgenden Jahr kehrten auch die Rotsport-Vereine in den SATUS zurück. Ebenfalls 1936 bekannte sich der SATUS zur militärischen Landesverteidigung und wurde daraufhin wieder in den Kreis subventionsberechtigter Organisationen aufgenommen. 1939 erfolgte die Aufnahme des SATUS in den Schweizerischen Landesverband für Leibesübungen (SLL).

### Aufschwung und schleichender Niedergang der Nachkriegszeit
1946 wurde in Basel das erste Nachkriegsturnfest des SATUS durchgeführt. In den ersten fünf Nachkriegsjahren wuchs der Mitgliederbestand kräftig von rund 24'000 auf über 35'000 Genossen. 1948 erfolgte die Gründung einer SATUS-Fussball-Landesliga, die indessen nur bis zur Saison 1956/57 Bestand hatte. Weiterhin getragen vom Grundsatz, die Ideen des Arbeitersports zu fördern, verloren die ideologischen Ziele durch den sozialen und gesellschaftlichen Wandel allmählich an Bedeutung. Der SATUS wurde zu einem anerkannten Partner im schweizerischen Sportwesen. So wurde ab 1959 die Teilnahme an leistungsorientierten Wettkämpfen wie Welt- und Europameisterschaften sowie Olympischen Spielen möglich. Mit verschiedenen nationalen Sportverbänden wurden Kooperations-Vereinbarungen getroffen. Im Jahre 1994 gab der SATUS seine politischen Bindungen auf und definierte sich als unabhängiger Breitensportverband.

## Heutige Situation
Die Vereinigung ist heute ein politisch, wirtschaftlich und konfessionell unabhängiger Sportverband, der allen Mitgliedern, unabhängig von ihrer sozialen Lage und politischen Einstellung ein aktives Freizeitangebot im Breitensport zur Verfügung stellt. Der Verein besteht aus 250 Vereinen mit rund 25'000 Mitgliedern. Nebst dem traditionellen Turnen wurden in den letzten Jahren insbesondere für Jugendliche (Unihockey, Rope Skipping) neue Angebote geschaffen. Aus der engeren Zusammenarbeit mit anderen Sportverbänden entstand 2005 Swissfit, eine neue Sportorganisation für Lifetimesport, Wellness und Gesundheit.

## Turnfeste

Plakat von Alfred Marxer für das IV. Arbeiter-Turn und Sportfest in Aarau, 1930

| Nr. | Datum               | Ort              | Plakat     |             |
| --- | ------------------- | ---------------- | ---------- | ----------- |
| 01  | 10. – 12. Juli 1920 | Luzern           | Link       |             |
| 02  | 4. – 6. August 1923 | Zürich           | DE & FR    | [ 2 ]       |
| 03  | 7. – 9. August 1926 | Bern             | Link       | [ 3 ]       |
| 04  | 27. – 29. Juni 1930 | Aarau            | Link       | [ 4 ]       |
| 05  | 20. – 22. Juli 1934 | Luzern           | Link       |             |
| 06  | 6. – 7. August 1938 | Biel             | Link       | [ 5 ]       |
| 07  | 19. – 21. Juli 1946 | Basel            | Link       | [ 6 ]       |
| 08  | 1. – 3. Juli 1950   | Lausanne         | DE & FR    | [ 7 ] [ 8 ] |
| 09  | 10. – 11. Juli 1954 | Winterthur       | Link       | [ 9 ]       |
| 10  | 5. – 6. Juli 1958   | Bern             | DE & FR    | [ 10 ]      |
| 11  | 16. – 17. Juni 1962 | Luzern           | Link       | [ 11 ]      |
| 12  | 25. – 26. Juni 1966 | Zürich           | Link       | [ 12 ]      |
| 13  | 19. – 21. Juni 1970 | Schaffhausen     | Link 1 & 2 |             |
| 14  | 22. – 23. Juni 1974 | Bern             | Link       | [ 13 ]      |
| 15  | 23. – 24. Juni 1979 | Zürich           | Link       | [ 14 ]      |
| 16  | 25. – 26. Juni 1983 | Basel            | Link       |             |
| 17  | 14. Juni 1987       | Wil SG           |            |             |
| 18  | 11. – 13. Juni 1993 | Zug              |            |             |
| 19  | 25. – 27. Juni 1999 | Bern             |            |             |
| 20  | 17. – 19. Juni 2005 | Olten            |            |             |
|     | 15. – 17. Juni 2007 | Rothrist         |            |             |
|     | 19. – 21. Juni 2009 | Oberentfelden    |            | [ 15 ]      |
|     | 18. – 20. Juni 2010 | Schaffhausen     | Logo       | Memento     |
|     | 24. – 26. Juni 2011 | Kriens           | Link       |             |
|     | 22. – 24. Juni 2012 | Gümligen         |            |             |
|     | 20. – 22. Juni 2014 | Gränichen / Suhr | Link       | Meneto      |
|     | 19. – 21. Juni 2015 | Freiburg         |            |             |
| 38  | 23. – 25. Juni 2017 | Köniz            | Link       | Memento     |

Liste der ersten 20 Feste:

### Regionale
| Region        | Nr. | Datum                                | Ort                    | Plakat |        |
| ------------- | --- | ------------------------------------ | ---------------------- | ------ | ------ |
| Kanton Aargau | ?   | 24. – 25. Juni ev. 1. – 2. Juli 1933 | Lenzburg               | Link   | [ 17 ] |
| Kanton Aargau | ?   | 1935                                 | Wettingen              |        |        |
| Kanton Aargau | ?   | 1939                                 | Brugg                  |        |        |
| Kanton Aargau | ?   | 1944                                 | Möriken                |        |        |
| Kanton Aargau | ?   | 1947                                 | Unterkulm              |        |        |
| Kanton Aargau | ?   | 1949                                 | Brugg                  |        |        |
| Kanton Aargau | ?   | 1951                                 | Oberentfelden          |        |        |
| Kanton Aargau | ?   | 1953                                 | Niederlenz             |        |        |
| Kanton Aargau | ?   | 1955                                 | Burg                   |        |        |
| Kanton Aargau | ?   | 1957                                 | Oftringen              |        |        |
| Kanton Aargau | ?   | 1959                                 | Möriken                |        |        |
| Kanton Aargau | ?   | 1961                                 | Gontenschwil           |        |        |
| Kanton Aargau | ?   | 1963                                 | Niederlenz             |        |        |
| Kanton Aargau | ?   | 1965                                 | Rothrist               |        |        |
| Kanton Aargau | ?   | 1967                                 | Oftringen              |        |        |
| Kanton Aargau | ?   | 1969                                 | Möriken                |        |        |
| Kanton Aargau | ?   | 1985                                 | Lenzburg               |        |        |
| Kanton Aargau | ?   | 1991                                 | Oftringen              |        |        |
| Kanton Aargau | ?   | 1996                                 | Rothrist               |        |        |
| Kanton Aargau | ?   | 1997                                 | Brugg                  |        |        |
| Kanton Aargau | ?   | 2001                                 | Aarburg                |        |        |
| Kanton Aargau | ?   | 21. – 22. Juni 2003                  | Oftringen              |        |        |
| Kanton Basel  | ?   | 1942                                 | Basel                  |        |        |
| Kanton Bern   | 09  | 22. – 23. Juni 1968                  | Biel                   | Link   | [ 18 ] |
| Kanton Bern   | ?   | 1972                                 | Burgdorf               |        |        |
| Kanton Bern   | 12  | 20. – 21. Juni 1981                  | Bümpliz                | Link   | [ 19 ] |
| Kanton Bern   | ?   | 1985                                 | Langenthal             |        |        |
| Kanton Bern   | ?   | 1989                                 | Gümligen               |        |        |
| Kanton Bern   | ?   | 21. – 23. Juni 2002                  | Steffisburg            |        |        |
| Kanton Bern   | ?   | 9. – 11. Juni 2008                   | Interlaken             |        |        |
| Kanton Bern   | ?   | 20. – 22. Juni 2008                  | Langenthal             |        | [ 15 ] |
| Ostschweiz    | 12  | 12. – 13. Juli 1952                  | Schaffhausen           | Link   | [ 20 ] |
| Ostschweiz    | 13  | 14. – 15. Juli 1956                  | Neuhausen am Rheinfall | Link   | [ 21 ] |
| Ostschweiz    | 14  | 2. – 3. Juli 1960                    | Dietikon               | Link   | [ 22 ] |
| Ostschweiz    | ?   | 1990                                 | Winterthur             |        |        |
| Kanton Zürich | 02  | 13. ev. 20. Juni 1937                | Wetzikon               | Link   | [ 23 ] |
| Mit sktsv     | 15  | 1. – 3. September 1978               | Glis                   | Link   | [ 24 ] |
|               |     | 1985                                 | Neuhausen am Rheinfall |        |        |
|               |     | 19. – 20. Juni 2004                  | Herisau                |        |        |

Liste des SATUS Rothrist: